# بادی کلارک
بادی کلارک (انگلیسی: Buddy Clark؛ ۲۶ ژوئیهٔ ۱۹۱۲ – ۱ اکتبر ۱۹۴۹) یک موسیقی‌دان اهل ایالات متحده آمریکا بود. وی بین سال‌های ۱۹۳۴ تا ۱۹۴۹ میلادی فعالیت می‌کرد.